# Coleophora pulmonariella
Coleophora pulmonariella is een vlinder uit de familie kokermotten (Coleophoridae). De wetenschappelijke naam is voor het eerst geldig gepubliceerd in 1874 door Ragonot.
De soort komt voor in Europa.